# Hengxianhe (köpinghuvudort i Kina, Shaanxi, lat 33,34, long 106,08)
Hengxianhe är en köpinghuvudort i Kina. Den ligger i provinsen Shaanxi, i den nordvästra delen av landet, omkring 280 kilometer väster om provinshuvudstaden Xi'an. Antalet invånare är 6 856. Befolkningen består av 3 121 kvinnor och 3 735 män. Barn under 15 år utgör 12,0 %, vuxna 15-64 år 78 %, och äldre över 65 år 8,0 %.
Runt Hengxianhe är det ganska tätbefolkat, med 90 invånare per kvadratkilometer. Närmaste större samhälle är Xujiaping, 7,7 km norr om Hengxianhe. I omgivningarna runt Hengxianhe växer i huvudsak blandskog.
Genomsnittlig årsnederbörd är 1 059 millimeter. Den regnigaste månaden är juli, med i genomsnitt 243 mm nederbörd, och den torraste är december, med 2 mm nederbörd.